# Stian Remme

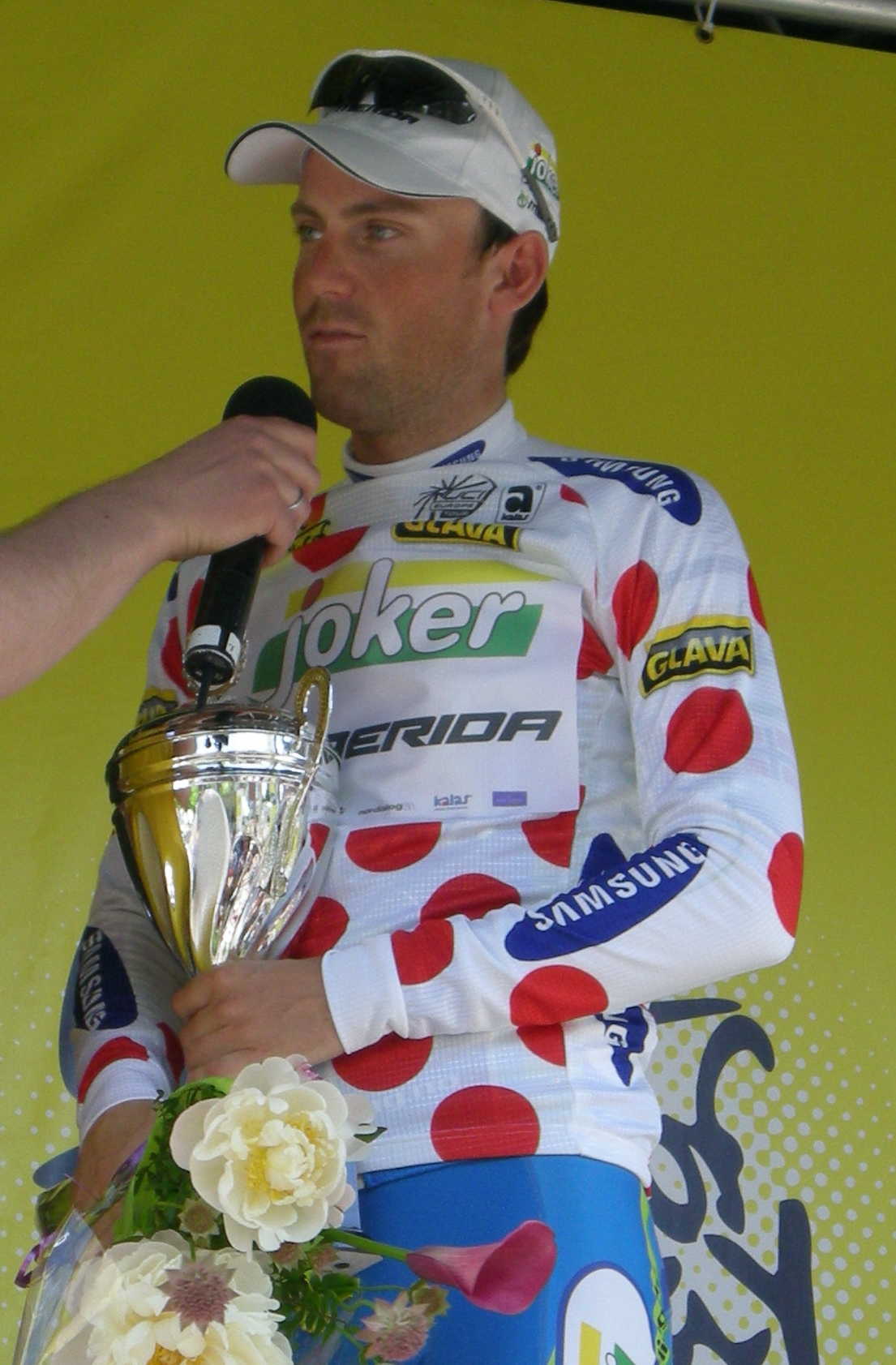
Stian Remme bei der Tour of Norway 2011

Stian Remme (* 4. Juni 1982) ist ein ehemaliger norwegischer Radrennfahrer.
Stian Remme begann seine Karriere 2004 bei dem norwegischen Radsportteam Sparebanken Vest. In seiner zweiten Saison dort wurde er norwegischer Meister im Teamzeitfahren. Beim Fana Sykkelfestival 2006 gewann er die zweite Etappe und wurde Zweiter der Gesamtwertung. Bei der nationalen Meisterschaft in Andørja verteidigte er mit seinen Mannschaftskollegen den Titel im Teamzeitfahren. 2007 war Remme auf einem Teilstück des Grenland Grand Prix erfolgreich und konnte so auch die Gesamtwertung für sich entscheiden. Ende der Saison 2014 beendete er seine Karriere.

## Erfolge
2005
- Norwegischer Meister – Teamzeitfahren (mit Are Hunsager Andresen und Morten Christiansen)

2006
- Norwegischer Meister – Teamzeitfahren (mit Morten Hegreberg und Kjetil Ingvaldsen)

2008
- eine Etappe Tour des Pyrénées

2009
- eine Etappe Ringerike Grand Prix

## Teams
- 2004 Sparebanken Vest
- 2005 Sparebanken Vest
- 2006 Sparebanken Vest
- 2007 Sparebanken Vest
- 2008 Sparebanken Vest
- 2009 Joker Bianchi
- 2010 Joker Bianchi
- 2011 Joker Merida
- 2012 Joker Merida
- 2013 Joker Merida
- 2014 Team FixIT.no